# Zaginiony świat (film 1925)
Zaginiony świat (ang. The Lost World) – amerykański niemy film przygodowy z elementami monster movie z 1925 roku w reżyserii Harry’ego O. Hoyta na podst.  powieści Arthura Conana Doyle’a pod tym samym tytułem. Należy do najstarszych klasyków z gatunku filmów monster movie i jest często uważany za prekursora gatunku. W filmie pojawił się sam Arthur Conan Doyle. Film ten jest też jednym z pionierów w stosowaniu efektów specjalnych.

Zoolog profesor Challenger utrzymuje, że w głębi Amazonii wciąż żyją dinozaury. Jeden z londyńskich dzienników decyduje się sponsorować jego wyprawę, mającą dostarczyć dowodów na istnienie prehistorycznych bestii. Ekipa badawcza obserwowana przez tajemniczego małpoluda, ledwo uchodzi z życiem w starciu z wieloma niezwykłymi stworzeniami.

## Fabuła
Londyński reporter Edward Malone oświadcza się Gladys Hungerford, która mówi mu, że poślubi jedynie mężczyznę „wielkich czynów”. Dlatego też Malone przyjmuje prośbę redaktora naczelnego swojego pisma „London Record-Journal”, o zadanie przeprowadzenia wywiadu z nienawidzącym prasy profesorem zoologii George’em Challengerem utrzymującym, że w głębi amazońskiej puszczy znajduje się nieodkryty płaskowyż zamieszkany przez ostatnie ocalałe okazy dinozaurów i innych prehistorycznych stworzeń. Challenger jest pośmiewiskiem świata naukowego, jednak znany sportowiec sir John Roxton uważa, że w tak odległym i niezbadanym regionie jest możliwe istnienie nieznanych istot.
Challenger wobec tego ogłasza wyprawę, mającą dostarczyć dowodów na potwierdzenie jego teorii. Jako ochotnicy zgłaszają się Malone i Roxton, jak i sceptyczny profesor koleopterologii Summerlee. Challenger wpada w furię dowiedziawszy, czym zajmuje się Malone i ściga go do swego domostwa w Kensington. Tam ochłonięty Challenger pokazuje dziennik Maple’a White’a, odkrywcy płaskowyżu i żyjących tam istot. Zgromadzonym przedstawiona jest córka i asystentka White’a – Paula, która potwierdza wszystko i to jak jej ojciec trawiony tropikalną gorączką został porzucony przez tragarzy i traktuje wyprawę jako misję ratunkową. Challenger niechętnie przyjmuje ofertę Malone’a dotyczącą sponsorowania wyprawy przez jego gazetę.
Wyprawa udaje do Ameryki Południowej i prądem Amazonki dociera do płaskowyżu. Na miejscu pogłoski okazują się prawdą, gdy ukazuje się pteranodon posilający się toxodonem. Główni członkowie wyprawy udają się na szczyt. Niestety zostają uwięzieni na płaskowyżu w wyniku działań Brontozaura muszą stanąć oko w oko z prehistorycznymi bestiami takimi jak złośliwy małpolud obserwujący ich od początku czy Allozaur, który po ataku na Trachodona i stado Triceratopsów plądruje rozbity obóz. Przepędzonego ogniem allozaura zabija Agathaumas. Zapada decyzja, by nocować w tutejszych jaskiniach. W czasie wyprawy Malone zakochuje się w Pauli. Podczas poszukiwań White’a Roxton znajduje jego szczątki, potwierdzające jego śmierć. Roxton wychodzi na zewnątrz jaskiń, gdzie prosi będących na dole pozostałych członków wyprawy – Austina, służącego Challengera i ciemnoskórego Zambo o zrobienie liny do wspinania.
Roxton jest świadkiem jak Malone wyznaje Pauli swoją miłość i oboje chcą być poślubieni przez Summerlee będącego niegdyś ministrem. Niechętnie to akceptuje, gdyż sam podkochuje się w Pauli i ona była powodem, dlaczego wziął udział w wyprawie. Tymczasem Challenger i Summerlee obserwują walkę allozaura z brontozaurem, który spada z klifu wprost do błotnistej rzeki. Następuje erupcja wulkanu powodująca popłoch wśród zwierząt. Gdy zagrożenie mija, Jocko, oswojona kapucynka Pauli wspina się na płaskowyż, niosąc drabinę linową zrobioną przez Zambo i Austina. Członkowie schodzą na dół, jednak Malone’a atakuje małpolud. W końcu Roxton zabija małpoluda. Będąc bezpiecznymi Malone chce dopełnić obietnicy poślubienia Gladys, czym zasmuca wciąż kochającą go Paulę.
Okazuje się, że brontozaur, który zleciał z klifu, nadal żyje dzięki amortyzującemu błotu. Z pomocą przybyłego majora Hibbarda z brazylijskiego urzędu ds. geodezji udaje się przywieść żywego brontozaura do Londynu. Na miejscu bestia jednak ucieka i zaczyna terroryzować miasto. Dociera na Tower Bridge, który zwala się pod ciężarem brontozaura. Challenger jest w podłym nastroju, gdy brontozaur odpływa w dół Tamizy. Malone dowiaduje, że podczas jego nieobecności Gladys wyszła za mąż za nudnego urzędnika. Wobec tego Malone i Paula decydują wziąć ślub. Roxton widząc ich szczęście ze smutkiem rezygnuje ze starań o Paulę.

## Obsada
- Lloyd Hughes – Edward E. Malone
- Wallace Beery – profesor George Challenger
- Bessie Love – panna Paula White
- Lewis Stone – Sir John Roxton
- Arthur Hoyt – profesor Summerlee
- Francis Finch-Smiles – Austin
- Jules Cowles – Zambo
- Bull Montana –
  - małpolud
  - Gomez
- Alma Bennett – Gladys Hungerford
- Charles Wellesley – major Hibbard
- Margaret McWade – pani Challenger
- George Bunny – Colin McArdle
- Virginia Brown Faire – Marquette
- Arthur Conan Doyle – on sam
- Gilbert Roland – statysta

## Konserwacja filmu
W 1929 roku wdowa po producencie Earlu Hudsonie, który posiadał prawa autorskie do filmu, weszła w umowę dystrybutorem - First National Pictures, by usunąć Zaginionego świata z obiegu. By usatysfakcjonować warunki umowy, wszystkie pozytywy, jak i kopie na zagraniczny eksport zostały zniszczone. Niektóre teorie głoszą, że Zaginiony świat został tak potraktowany ze względu na produkcję Kinga Konga (1933), którego fabuła była nieco podobna do Zaginionego świata.
W tym samym czasie First National Pictures upoważniła Kodascope Libraries Inc. do wydania skróconej wersji Zaginionego świata na pięciu rolkach 16-milimetrowej, z zamiarem dystrybucji do szkół, kościołów i innych instytucji. Całe fragmenty fabuły, rozwój postaci i lokalizacje wycięte, zostawiając większość sekwencji akcji i niemal wszystkie ujęcia efektów specjalnych.
Przemontowana kopia na taśmie 35-milimetrowej została wykorzystana do stworzenia dalszych negatywów Kodascope w formacie 16 mm, które przetrwały lata i ostatecznie trafiły do George Eastman Museum w latach 50. XX wieku. Oprócz oryginalnego zwiastuna, około 111 metrów fragmentów w formacie 35 mm znajdujących się w Bibliotece Kongresu Stanów Zjednoczonych, innych ocalałych fragmentów w dwóch prywatnych kolekcjach i ośmiu minut materiału z odrzuconej animacji O’Briena w formacie 35 mm.
W 1992 roku niemal kompletna 35-milimetrowa zagraniczna kopia Zaginionego świata, wykonana z zniszczonego zagranicznego negatywu, została odkryta w Filmovy Archiv w Pradze. Projekt rekonstrukcji został rozpoczęty przez George Eastmana Museum pod kierownictwem Eda Stratmanna oraz zebrano ponad 80 tys. dolarów od dobroczyńców na pokrycie kosztów przedsięwzięcia. W 1997 roku George Eastman Museum zaprezentowało rekonstrukcję filmu, który teraz liczył ponad 87% oryginalnej taśmy.
W 2000 roku powstała kolejna rekonstrukcja, w której wykorzystano negatyw głównie z kamery znajdującej się po prawej stronie. W latach 20. XX wieku, aby ograniczyć zużycie podczas tworzenia wielu setek kopii do krajowej i światowej dystrybucji, wykonano dwa negatywy filmowe. Jeden aparat był ustawiony w głównej pozycji, a drugi nieco na bok. Kamery były ustawione obok siebie, aby jednocześnie rejestrować akcję filmu. Produkt jednej kamery był poświęcony jako "krajowy" negatyw, a drugi był "zagraniczny". W przypadku Zaginionego Świata, wydaje się, że zagraniczny negatyw pochodził z kamery znajdującej się po prawej stronie. Wiele scen zostało teraz przedłużonych lub pojawia się po raz pierwszy od czasów premiery, m.in. ujęcie brontozaura wsuwającego głowę do okna budynku, by zakłócić grę w pokera czy kompletne spotkanie Malone'a z małpoludem na drzewie. W tej rekonstrukcji pojawia się wstęp z udziałem Arthura Conana Doyle’a pojawiający się w oryginale. Jednak nie był to oryginalny materiał z 1925 roku, a fragment z dźwiękowego krótkometrażowego filmu Fox Movietone z 1929 roku, w którym Doyle rozmawiał o Sherlocku Holmesie oraz o swoich poglądach na metafizykę. W tejże edycji karty dialogowe zostały częściowo ocenzurowane. Wszystkie dialogi Zambo, zostały przepisane, aby złagodzić rasistowską pisownię jego mowy w stylu "Wujka Toma", która często była przypisywane czarnoskórym postaciom w filmach hollywoodzkich okresu niemego i złotej ery. Z kolei dialogi w stylu cockney również zostały złagodzone w tej edycji. Zdjęcia z oryginalnego wstępu Doyle’a znajdują się w sekcji dodatkowej wydania DVD z 1997 roku wydanego przez Lumivision.
W 2016 roku nowa rekonstrukcja filmu została wykonana przez paryski Lobster Films, wykorzystując jedenaście różnych kopii, by film był jak najbardziej kompletny od czasów oryginalnej premiery, z czego osiem minut materiału zostało odrestaurowane na potrzeby filmu. Książeczka dołączona do edycji Blu-ray Disc z 2017 roku dokumentuje materiał źródłowy jako niekompletną 35mm pozytywną kopię nitrocelulozową wewnętrzną z rolek 3, 5, 6 i 9 z kolekcji Lobster Films; kopię z Filmovy Archiv; 35-milimetrową kolorowo zabarwioną kopię nitrocelulozową czeskiego zwiastuna filmowego przechowywaną w Archive of Modern Conflict; krótką 35-milimetrową kopię przechowywaną przez Academy of Motion Picture Arts and Sciences; 35-milimetrowe pozytywy testów kamery przechowywane w Bibliotece Kongresu i UCLA Film and Television Archive; oraz 35-milimetrowe fragmenty pozytywne kopii nitrocelulozowej przechowywane przez Kongres i George Eastman Museum oraz filmu dźwiękowy Fox Movietone służący za zastępstwo wstępu z Doyle’em.
Do czasów obecnych nie zachowały się sceny ataku kanibali z plemienia Nhambiquara i następującego po tym buntu tragarzy.